# Морозов, Георгий Андреевич
Георгий Андреевич Морозов (5 мая 1924, Елецкий район, Липецкая область — 3 марта 2005, Москва) — советский военачальник, генерал-полковник (1983). Начальник Главного организационно-мобилизационного управления — заместитель начальника Генерального штаба Вооружённых сил СССР (1983—1987).

## Биография
Родился 5 мая 1924 года в Александровской Слободе в крестьянской семье (ныне — Елецкий район Липецкой области).
22 февраля 1942 года призван на военную службу. 
Прошёл краткосрочное обучение в запасном полку и на курсах младших лейтенантов. По окончании учёбы назначен на должность командира пулемётного взвода 36-го стрелкового полка 5-й Орловской стрелковой дивизии. Был командиром пулемётной роты, исполнял обязанности командира батальона. 18 сентября 1943 года во время форсирования реки Десны тяжело ранен и проходил длительное лечение в госпитале и реабилитацию с лета 1943 года по март 1944 года.
Проходил службу в отдельном полку резерва офицерского состава, учился на курсах «Выстрел», служил в отделе боевой подготовки Архангельского военного округа, учился в Военной академии имени М. В. Фрунзе. Позже окончил Военную академию Генерального штаба.
С 22 августа 1969 по сентябрь 1974 года — командир 22-й мотострелковой дивизии. 29 апреля 1970 года присвоено воинское звание генерал-майор.
С 11 сентября 1974 по август 1977 года — начальник штаба Сибирского военного округа. 5 мая 1976 года присвоено воинское звание генерал-лейтенант.
3 ноября 1983 года присвоено воинское звание генерал-полковник. В этот же день назначен начальником Главного организационно-мобилизационного управления — заместителем начальника Генерального штаба Вооружённых сил СССР. Освобождён от должности в январе 1987 года.
С января 1987 года — в Группе генеральных инспекторов Министерства обороны СССР. 
В отставке с осень 1987 года.
Скончался 3 марта 2005 года на 81-м году жизни. Похоронен на Троекуровском кладбище Москвы.

## Награды
Ордена
- Орден Октябрьской Революции (1986)
- Орден Красного Знамени (1975)
- Орден Отечественной войны I степени (1943)
- Орден Отечественной войны II степени (1985)
- Орден Александра Невского (1943)
- Орден Трудового Красного Знамени (1981)
- Орден «За службу Родине в Вооруженных Силах СССР» III степени (1974)

Медали
- Медаль «За победу над Германией в Великой Отечественной войне 1941-1945 гг.» (1945)
- Медаль «За безупречную службу в Вооруженных Силах СССР» I степени (1962)
- Медаль «За безупречную службу в Вооруженных Силах СССР» II степени (1959)
- Медаль «За боевые заслуги» (1954)
- Медаль «Ветеран Вооруженных Сил СССР» (1984)
- Медаль «За укрепление боевого содружества» (1981)
- Медаль «В ознаменование 100-летия со дня рождения Владимира Ильича Ленина» (1970)
- Юбилейная медаль «Двадцать лет Победы в Великой Отечественной войне 1941—1945 гг.» (1965)
- Знак «25 лет Победы в Великой Отечественной войне» (1970)
- Юбилейная медаль «40 лет Вооруженных Сил СССР» (1958)
- Юбилейная медаль «50 лет Вооруженных Сил СССР» (1967)
- Юбилейная медаль «60 лет Вооруженных Сил СССР» (1978)

Награды НРБ
- Орден Народной Республики Болгария 3 степени (1985)
- Медаль «30 лет Болгарской Народной армии» (1974)